# 야이바하르
야이바하르(튀르키예어: Yaybahar)는 터키의 음악가인 괴르켐 셴이 발명한 어쿠스틱 악기다. 괴르켐 센은 야이바하르를 "실시간 어쿠스틱 신디사이저 현악기"라고 설명했다. 클래식 FM(:en:Classic FM (UK))의 온라인 리뷰에서는 야이바하르를 "아주 기묘하고 무시무시하고 매력적인 소음"을 만들어내는 "놀라운 흉물"이라고 했다. 저널 오브 뮤직(:en:The Journal of Music)은 야이바하르를 "아주 매혹적인 악기"라고 말했다.

## 어원
명칭 yaybahar (/jajba'har/ 로 발음됨)는 터키어로 "현"을 의미하는 yay 와 "스프링"을 뜻하는 bahar 로 구성되어 있다. 괴르켐 셴은 인터뷰에서 악기의 이름은 새로운 삶 혹은 새로운 시작의 발상에서 유래했다고 말했다.

## 구조와 기능
야이바하르의 설계에는 터키의 네이(en:Ney), 아프리카의 천둥드럼(:en:Thunder sheet), 호주의 디제리두(en:didgeridoo) 등 다양한 악기를 참고했으며 설계와 소리에 있어 서양, 동양의 영향을 골고루 받았다. 셴은 현과 울림통을 연결하는 새로운 형태의 브리지(bridge) 발명했다. 야이바하르는 나무 활로 드럼에 연결된 두 기다란 현을 치거나 비비고, 드럼을 치고, 혹은 악기 윗부분의 현에 비벼서 소리를 낸다. 작곡가 이안 허니맨(Ian Honeyman)은 야이바하르는 "첼로와 유사한데, 나무 몸통이 아니라 스프링과 드럼으로 소리를 내는 악기"라고 했다.

## 제작자

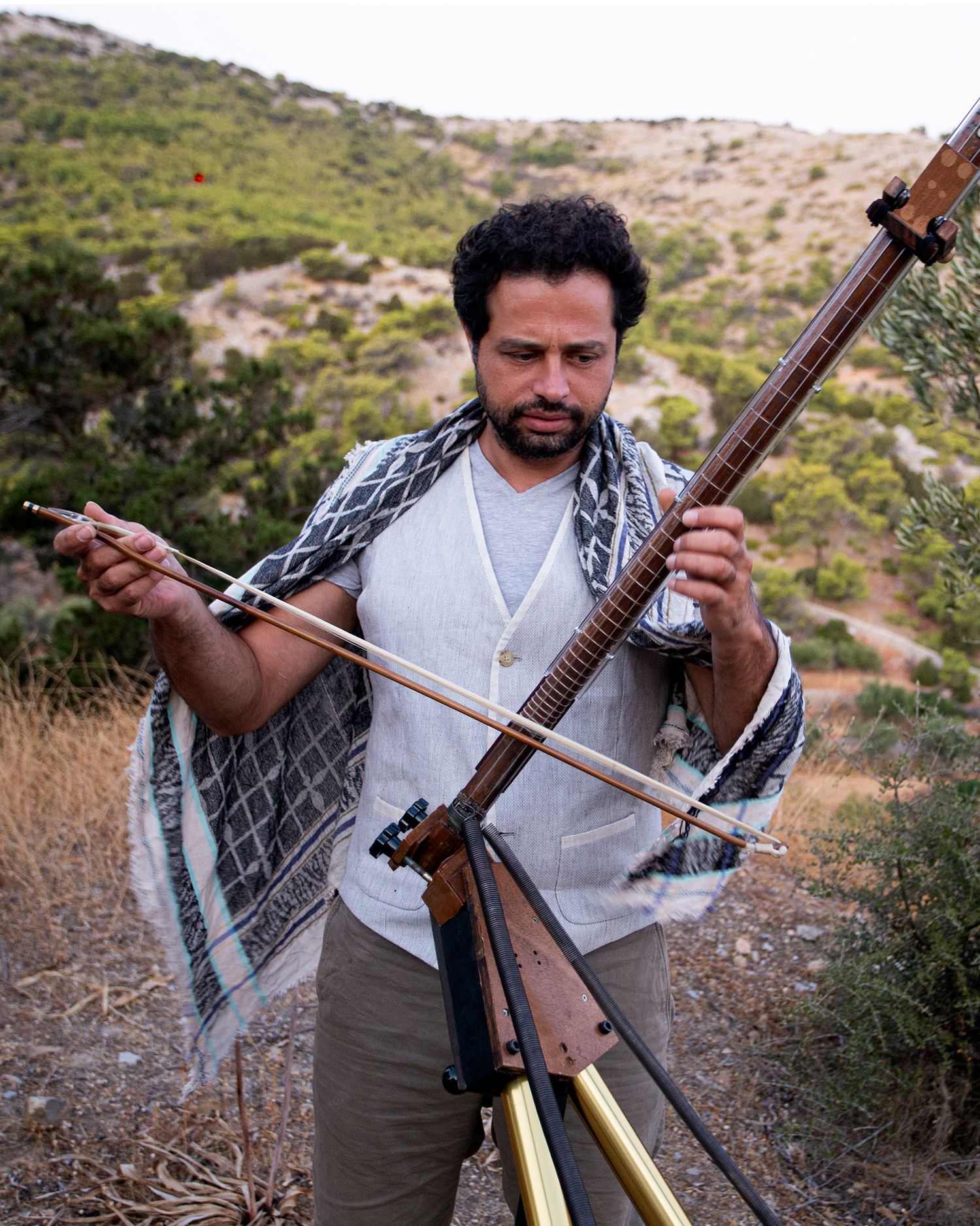
2019년 그리스 이드라섬에서 야이바하르를 연주하는 괴르켐 셴

야이바하르는 상업적으로 제작되지는 않는다.
- 아일랜드의 음악가 빌리 맥 필로인은 야이바하르를 직접 만들어 연주한다. 아이리시 타임스는 맥 필로닌의 야이바하르를 "그가 직접 만든 인상적인 악기"라고 말했다.[8]

- 영화 음악 작곡가 이안 허니맨은 본인의 사운드트랙에 직접 만든 야이바하르를 사용했다.

## 문화
막스 리히터(:en:Max Richter)는 2018년에 스콧 쿠퍼의 영화 몬태나에 사용된 음악을 작곡했다.
아일랜드의 가수 머리안 닉 오울리브(:en:Muireann Nic Amhlaoibh)의 앨범 "Thar Toinn / Seaborne"(2020)에서 남편 빌리 맥 필로인(Billy Mag Fhloinn)이 야이바하르를 연주한다. 아이리시 에코(:en:The Irish Eco)는 앨범의 마지막 트랙 “Port Na bPúcaí”을 리뷰하면서 야이바하르를 "노래의 유래가 된 설화와 잘 어울리며 닉 오울리브의 노래를 멋지게 뒷받침하는 아주 신비한 소리를 내는" "다른 세계에서 들려오는 듯한 소리를 내는 악기"라고 했다.
이안 허니맨이 작곡한 "Into Darkness"에서도 야이바하르가 쓰였다.